# Eupithecia eurytera
Eupithecia eurytera là một loài bướm đêm trong họ Geometridae.